# Els reis del sol
Els reis del sol (títol original: Kings of the Sun) és una pel·lícula estatunidenca dirigida per J. Lee Thompson, estrenada el 1963. Ha estat doblada al català.

## Argument
En un període indeterminat de la història maia, el rei Balam (Georges Chakiris), d'una tribu de l'edat de pedra fuig de Hunac Ceel, que està a l'edat de ferro, amb la seva cort troben una vila per casualitat, i el seu cap decideix que els acompanyaran si la seva filla es converteix en la seva reina. Travessen el golf de Mèxic i arriben a una terra desconeguda, on capturen un cap indi (Yul Brynner), qui oblidarà que ha estat el seu presoner per un sacrifici humà i els proposarà una unió, que serà qüestionada pels fanàtics religiosos maies encegats per tradicions cruels i ancestrals. Els maies i els indis aconsegueixen derrotar Hunac Ceel quan aquest els troba.

## Repartiment
- Yul Brynner: Cap Aguila Negre
- George Chakiris: Balam
- Shirley Anne Field: Ixchel
- Richard Basehart: Ah Min
- Barry Morse: Ah Zok
- Leo Gordon: Hunac Ceel
- Ford Rainey: el Cap
- Brad Dexter: Ah Haleb
- Armando Silvestre: Isatai
- Rudy Solari: Pitz
- James Coburn: Narrador